# Szigetszentmiklós
Szigetszentmiklós è una città di 30.646 abitanti situata nella contea di Pest, nell'Ungheria settentrionale.

## Amministrazione

### Gemellaggi
- Gheorgheni, Romania
- Haukipudas, Finlandia
- Katrineholm, Svezia
- Vennesla, Norvegia
- Høje-Taastrup, Danimarca
- Říčany, Repubblica Ceca
- Joniškis, Lituania
- Aizpute, Lettonia
- Võru, Estonia
- San Polo d'Enza, Italia
- Specchia, Italia
- Salzgitter, Germania
- Stein, Germania
- Ržev, Russia
- Gorna Orjahovica, Bulgaria
- Kočani, Macedonia del Nord